# Heli Rantanen

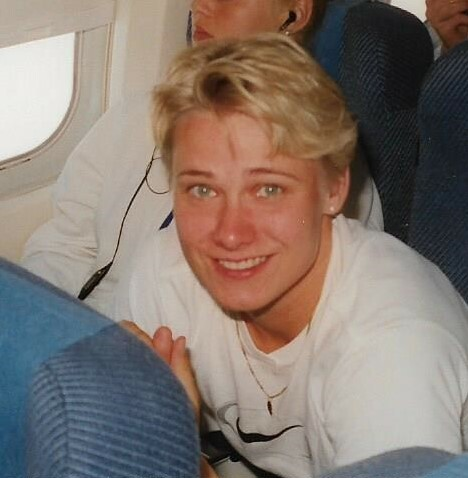
Heli Rantanen en una imagen de 1998.

Heli Rantanen (Lammi, Finlandia 26 de febrero de 1970) es una atleta finlandesa especializada en el lanzamiento de jabalina, que participó representando a Finlandia en los Juegos Olímpicos de Barcelona 1992 y en los de Atlanta 1996. En estos últimos consiguió ser campeona olímpica. Ganó la medalla de oro con un lanzamiento de 67,94m, aventajando a Louise McPaul segunda clasificada en más de dos metros.
Rantanen fue la primera nórdica que consiguió el título de campeona olímpica en atletismo.
| Predecesor: Silke Renk | Campeona Olímpica de lanzamiento de jabalina Juegos Olímpicos de Atlanta 1996 | Sucesor: Trine Hattestad |